# Sociedad Deportiva Octavio
Sociedad Deportiva Octavio est une équipe de handball de la ville de Vigo, Galice, Espagne. L'équipe fut fondé en 1966 et fait partie de la division División de Plata de Balonmano.

## Équipe 2010-2011

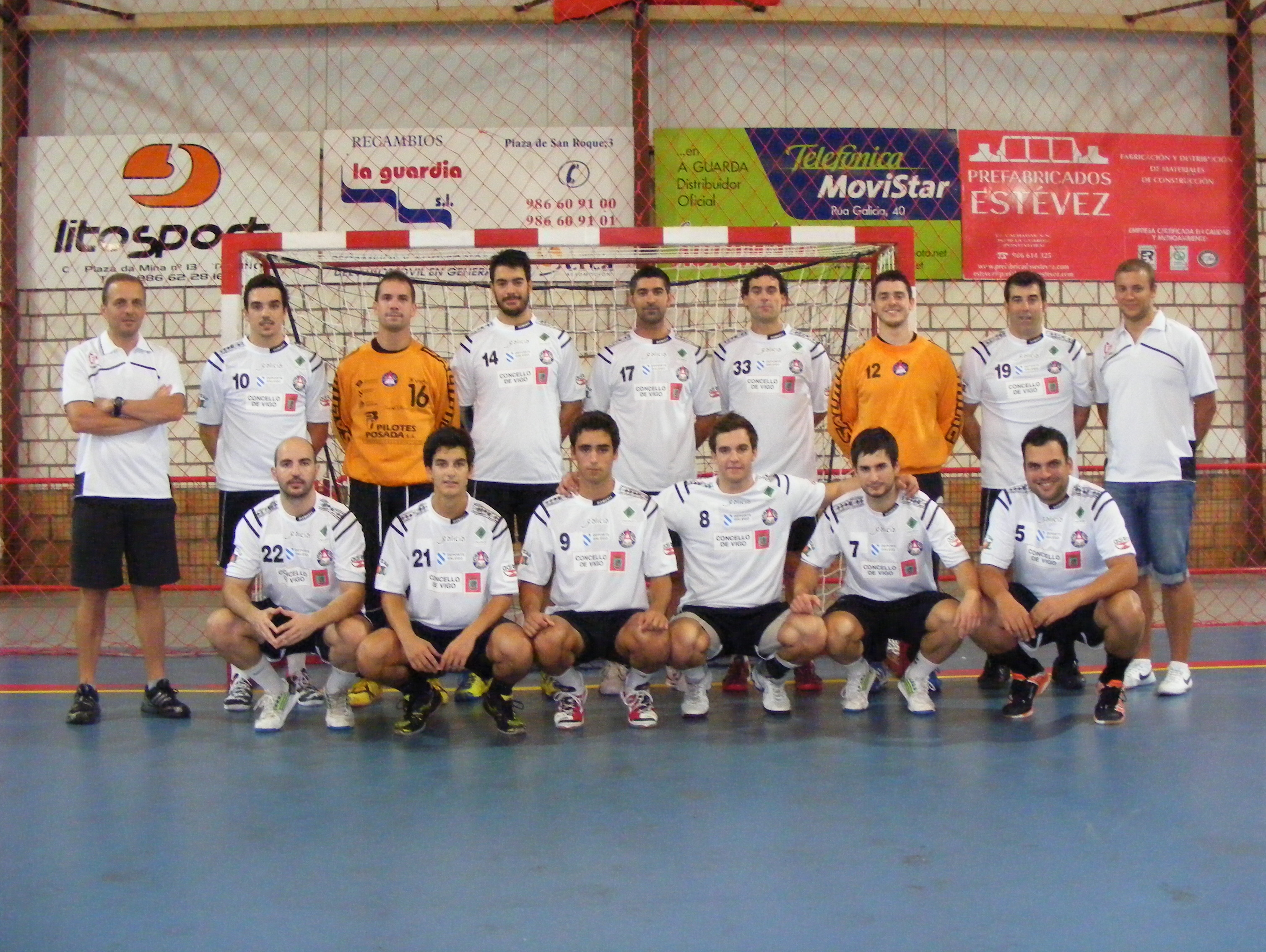
Octavio dans Trofeo Concello do Rosal 2013

| - 1 Javier Díaz - 4 Edu Moledo - 5 Tautvydas Mikalauskas - 6 Eran Abramovich - 8 Nando Martínez - 9 Juanjo Ruesga - 10 Rubén Montávez - 11 Pablo Cacheda |  | - 12 Leonel Maciel - 13 Jose Ángel "Cerillo" - 14 Pablo Macías - 15 Miro Barišić - 18 Pavol Polakovič - 19 Fran González - 31 Víctor Frade |